# Leonard
Leonard, poznat i kao "crni čovjek" (fr. le Grand Negre), demon prvog reda, veliki majstor sabata, zapovjednik nižerangiranih demona te vrhovni nadzornik čarolija, crne magije i vještaca. Predsjedava sabatom u obličju jarca, s tri roga na glavi, lisičjim ušima, razbarušene kose, okruglih očiju, plamenih i izbečenih, s kozjom bradicom i licem pozadi, između repa i bedara. Vještice ga obožavaju, ljube u to lice, držeći svijeću u ruci.
Povezuje ga se s Bafometom, božanstvom kojem su se, navodno, klanjali vitezovi templari.